# Consilium principis
Das consilium principis (dt. Rat des Prinzeps) war ein unter dem römischen Kaiser Augustus erstmals eingerichtetes Gremium. Es diente zunächst zur Kontrolle der senatorischen Gesetzgebung und bestand bis zum Ende des Prinzipats mit der Regierungszeit Kaiser Diokletians. Das consilium principis gewann im Laufe der Zeit an Bedeutung, bis es im dritten Jahrhundert zum wichtigsten Organ der Reichsverwaltung geworden war. Die Nachfolgeinstitution im spätantiken Reich stellte das consistorium dar.
Hervorgegangen ist das consilium principis aus den als amici principis (dt. Freunde des Prinzeps) bezeichneten Anhängern, die Augustus um sich versammelte. Sie dienten Augustus als eine Art persönlicher Mitarbeiterstab, dessen Ausweitung auch Möglichkeiten zum gesellschaftlichen Aufstieg bot. Vor allem Angehörige des römischen Ritterstandes waren im consilium principis oft vertreten.
Über das consilium principis wurden wesentliche Gesetzesvorlagen in den Senat eingebracht, der sich so erst zu einem wichtigen Legislativorgan im römischen Staat entwickelte. Während Senatoren durch wiederholte Reduktionen der Mitgliederzahlen des Senats (28, 18 und 11 v. Chr.) an Prestige gewannen, wuchs so der Einfluss des Kaisers auf dieses Organ.
In Verbindung mit dem ius respondendi erhielten vom Kaiser ausgewählte Juristen die Möglichkeit der Einflussnahme auf seinen Machtapparat. Umgekehrt konnte der Kaiser mit diesen Mitteln die Juristen unter Beobachtung halten und kontrollieren.